# Leo V van Byzantium
Leo V de Armeniër (Oudgrieks: Λέων Ε΄, Leōn V, Armeens: Լեիոն Ե, Leion Jetsj) (ca. 775 - 820) was van 813 tot 820 keizer van Byzantium. Deze generaal van patricische Armeense afkomst was een wapenbroeder van de vorige keizer Michaël I, onder Nikephoros I. Leo V was een gematigd iconoclast.
Na de vernederende nederlaag in de Slag bij Versinikia (813) trad keizer Michaël I af. Van de Bulgaarse heerser kan Kroem was hij echter nog niet af, en het Beleg van Constantinopel (813) volgde. Toen Kroem plots stierf, zag Leo V er de hand van God in. Hij reorganiseerde zijn leger en won de Slag bij Burtodizos (814). Met de opvolger van Kroem, zijn zoon Omoertag tekende hij een vredesverdrag voor 30 jaar.
Een conflict met een van zijn generaals, de latere keizer Michaël II, leidde tot zijn dood. Leo werd voor het hoogaltaar van de Hagia Sophia vermoord.